# アントニオ・デ・ポルトゥガル
アントニオ・デ・ポルトゥガル（ポルトガル語: António de Portugal, 1531年 - 1595年8月26日）は、ポルトガルの王族で王位請求者。ポルトガル王アントニオ1世（ポルトガル語: António I）と呼ばれることもある（名目上の在位もしくは王位請求期間：1580年 - 1583年）。

## 生涯
ベージャ公ルイス（マヌエル1世の三男）の庶子として生まれ、クラトの修道院長となった。
1578年にセバスティアン1世が未婚のまま早世し、王位を継いだ叔父エンリケ1世がすでに高齢の上に子供がなかったため、マヌエル1世の孫の一人であるアントニオは庶子にもかかわらず、他の従兄弟たちと共に王位継承候補者の一人となった。
1580年に民衆からポルトガル王に推戴されたが、スペイン王フェリペ2世の大軍とアルカンタラで会戦して敗退し、フランスへ亡命した。アゾレス諸島のテルセイラ島で再起を図り、ブラジルの割譲を約束してフランスから援助を引き出した。
1582年、テルセイラ島沖のポンタ・デルガダの海戦で、サンタ・クルス侯アルバロ・デ・バサンが指揮するスペイン海軍に敗退した。1589年、フランシス・ドレークの艦隊がガリシアからリスボンを攻撃したとき、この遠征に参加して民衆の蜂起を期待したが、応じる者はなかった。
その後、ハプスブルク家と敵対するフランスへ亡命し、自らの所有する宝石を売り払って糧としたがすぐに困窮し、最後はアンリ4世から提供されたつましい家で生涯を終えた。死後、庶子の一人マヌエルがポルトガル王族としての地位を引き続き主張した。